# Мастодонты (род)
Мастодо́нты (лат. Mammut, syn. Mastodon от греч. μαστός — сосок и ὀδούς — зуб) — род вымерших исполинских животных третичного  и четвертичного периодов семейства Mammutidae.
По данным палеогенетиков, мастодонты отделились от предков слонов примерно 30—20 млн лет назад. Последние представители рода (вид Американский мастодонт) вымерли в Северной Америке 11 000 лет назад.

## Описание
По внешнему виду мастодонты походили на слонов, достигая такой же величины, имели такие же пятипалые конечности, хобот и, как предполагают, вели такой же образ жизни. Существенное отличие представляют только зубы мастодонта. Коренные зубы, которых в каждой половине челюсти было от 2 до 4, имели меньшую, чем у слонов, величину, и были покрыты широкими поперечными бугорками с возвышениями, имевшими вид сосочков (откуда происходит и название Mastodon — соскозуб). Как и у слонов, резцы мастодонта были развиты в громадной величины бивни, выдающиеся вперёд и несколько расходящиеся; кроме двух бивней в верхней челюсти, у многих видов и из нижней челюсти выступали два бивня меньшей величины. По сравнению с мамонтами, у мастодонтов были короткие ноги, длинное тело.
Американские мастодонты в среднем достигали 2,3 м в высоту. Самцы могли достигать 2,8 м и весить около 4,5 тонн.
По расположению и характеру бугорков и общей форме коренных зубов в настоящее время различают до 50 видов мастодонтов. Ископаемые остатки мастодонтов очень многочисленны в верхнетретичных отложениях Европы, северной Африки, южной Азии, Северной и Южной Америки и были известны уже в Средние века, но приписывались тогда великанам. Хирург Мазурье описывает найденные в 1613 году в долине реки Роны окаменелые кости мастодонтов, как останки короля кимвров Тевтобохуса. Кроме отдельных костей и зубов, в Италии, Франции и Северной Америке найдено несколько полных скелетов мастодонтов, позволивших изучить организацию представителей рода. В Европе, Азии и Африке мастодонт появился в среднемиоценовый век и угас к концу третичного периода. В Америке он появился позднее и существовал ещё в конце плейстоцена, одновременно с доисторическим человеком. Предполагают поэтому, что в Америку мастодонт переселился из Азии, по перешейку, соединявшему некогда эти две разобщённые теперь части света.

## Синонимика
В синонимику рода входят следующие названия:
- Mastodon Cuvier, 1817
- Tetracaulodon Godman, 1830
- Missourium Koch, 1840
- Leviathan Koch, 1841 emend. Koch, 1843
- Pliomastodon Osborn, 1926

## Виды
Некоторые виды:
- Mammut americanum (Kerr, 1792) — Американский мастодонт
- Mammut cosoensis Schultz, 1937
- Mammut matthewi Osborn, 1921
- Mammut raki Frick, 1933

## Использование термина в качестве метафоры
В XX веке в разговорном русском языке утвердилось использование слова «мастодонт» для обозначения человека  неуклюжего, имеющего крупные размеры и брутальную внешность. В шахматной композиции - задача (реже этюд) с числом фигур 24 и больше.
А. А. Громыко в своей книге "Памятное" использует выражение "политические мастодонты" (в значении: представители давно прошедшей эпохи) по адресу Керенского и Питирима Сорокина.